# تپه باریکه ۱
تپه باریکه ۱ مربوط به عصر آهن دو - دوره اشکانیان است و در شهرستان تویسرکان، روستای کارخانه واقع شده و این اثر در تاریخ ۱۸ خرداد ۱۳۸۴ با شمارهٔ ثبت ۱۱۸۸۶ به‌عنوان یکی از آثار ملی ایران به ثبت رسیده است.